# Le Corbeau (pel·lícula de 1943)
Le Corbeau és una pel·lícula francesa del 1943 dirigida per Henri-Georges Clouzot i protagonitzada per Pierre Fresnay, Micheline Francey i Pierre Larquey. La pel·lícula tracta sobre una ciutat francesa on diversos ciutadans reben cartes anònimes que contenen informació difamatòria, especialment dirigides a un metge acusat de prestar serveis d'avortament. El misteri que envolta les cartes acaba convertint-se en violència.
La pel·lícula va causar greus problemes al seu director després de la Segona Guerra Mundial, ja que havia estat produïda per Continental Films, una productora alemanya establerta prop de l'inici de l'ocupació de França, i perquè la pel·lícula havia estat percebuda per la premsa clandestina i comunista com una vilipendia al poble francès. A causa d'això, Clouzot va ser inicialment prohibit de per vida dirigir a França, però després de les protestes només fins al 1947. La pel·lícula va ser bandejada fins al 1969. Va ser refeta as The 13th Letter (1951) per Otto Preminger.

## Trama
En una petita ciutat francesa identificada com "a qualsevol lloc", algú que signa com "Le Corbeau" (el corb) envia cartes anònimes. Les cartes comencen acusant el doctor Rémy Germain de tenir una aventura amb Laura Vorzet, la bonica dona jove del psiquiatre d'edat avançada Dr. Vorzet. Germain també està acusat de practicar avortaments il·legals. Aleshores s'envien cartes a pràcticament tota la població de la ciutat, però segueix tornant a la víctima inicial, el Dr. Germain. La situació es torna cada cop més greu quan un pacient de l'hospital se suïcida amb la seva navalla d'afaitar després que el Corb li escrigui que el seu càncer és terminal.
La germana de Laura Vorzet, Marie Corbin, una infermera a la infermeria, esdevé sospitosa i és arrestada, però aviat arriben noves cartes. Quan es deixa caure una carta a una església des d'una galeria, es fa evident que el corb deu ser una de les persones assegudes allà en aquell moment. Es reuneixen per reescriure les cartes del corb tal com els dicta el Dr. Vorzet, per comparar l'escriptura. L'amant de Germain, Denise, és sospitosa quan es desmaia durant el dictat, només perquè Laura s'identifica amb el material trobat al seu secant. Germain accepta signar una ordre que declara Laura boja; és cridat per assistir a la Denise, que ha caigut a la planta baixa, però abans de marxar, Laura protesta que va escriure les primeres cartes del Corb abans que el Dr. Vorzet va començar a dictar-les, convertint-lo en el veritable corb. Just quan l'ambulància s'emporta la Laura, Germain torna a trobar el Dr. Vorzet mort al seu escriptori, la mare del malalt de càncer li talla la gola mentre escrivia l'última i triomfal carta del corb.

## Repartiment
- Pierre Fresnay: Doctor Rémy Germain
- Ginette Leclerc: Denise Saillens
- Pierre Larquey: Doctor Michel Vorzet
- Héléna Manson: Marie Corbin
- Pierre Bertin: El Sub-Prefecte
- Liliane Maigné: Rolande Saillens
- Roger Blin: François, pacient de càncer, suïcidat
- Micheline Francey: Laura Vorzet
- Antoine Balpêtré: Doctor Delorme
- Louis Seigner: Doctor Bertrand
- Noël Roquevert: Director d'escola Saillens
- Jean Brochard: Bonnevie
- Gustave Gallet: Fayolle
- Bernard Lancret: El director de correus Delorme
- Sylvie: Mare d'en Francois cancerós
- Jeanne Fusier-Gir: la distribuïdora de roba petita
- Nicole Chollet: la minyona de Vorzet
- Lucienne Bogaert: Dona
- Palmyre Levasseur: Magistrada
- Marcel Delaître: Predicador
- Pierre Palau: El director de correus
- Pâquerette
- Marie-Jacqueline Chantal
- Robert Clermont
- Étienne Decroux
- Paul Barge
- Albert Brouett
- Eugène Yvernès
- Albert Malbert

## Producció
La pel·lícula es basa lliurement en un cas de cartes anònimes que havia començat a la ciutat de Tula, Llemosí, el 1917. Algú havia enviat cartes anònimes per signant "l'ull del tigre". La primera versió del guió va ser escrita per Louis Chavance poc després de les cartes de Tulle, anys abans que finalment fos produït. La pel·lícula atribueix a Clouzot l'adaptació de la història ell mateix, i tant a Clouzot com a Chavance l'escriptura del diàleg.
Le Corbeau va ser produïda per Continental Films, que a part de ser una empresa alemanya establerta durant l'Ocupació, era coneguda per fer pel·lícules de detectius "amb un to lleuger i fins i tot còmic" i sovint amb Pierre Fresnay, qui va interpretar a Germain en aquesta pel·lícula. Clouzot va treballar anteriorment amb Fresnay en un altre projecte de Continental Films, L'assassin habite au 21 (1942). L'escriptor Joseph Kessel va criticar més tard els orígens continentals de la pel·lícula, assenyalant que Le Corbeau va ser finançat pels alemanys, i en aquest context es podria veure com una declaració sobre la corrupció francesa. Kessel va qüestionar si la pel·lícula es faria si estigués ambientada a Alemanya.
Va ser rodat als Estudis de Billancourt a París amb rodatges en localització als voltants de Montfort-l'Amaury. Els decorats de la pel·lícula van ser dissenyats pel director d'art Andrej Andrejew.

## Estrena
Le Corbeau es va estrenar a França el 28 de setembre de 1943. Tot i que després de la guerra, Le Corbeau va ser prohibida i els esquerrans van donar suport al manteniment de la prohibició, la pel·lícula es va projectar a cineclubss de tot França i sovint va atreure milers de espectadors.
La pel·lícula va ser llançada en DVD i Blu-ray per The Criterion Collection. Aquest DVD està exhaurit i el Blu-ray va estar disponible el 2022.

## Recepció
El 1947, la pel·lícula es va estrenar comercialment, i l'escriptor Henri Jeanson que la va elogiar com una peça important del cinema francès, argumentant que era repulsiva, però, en comparació amb la realitat, esdevenia gairebé romàntica. Tot i criticar els seus orígens, Joseph Kessel, escrivint en resposta a Jeanson, va dir que Le Corbeau era indiscutiblement una pel·lícula notable.
En escriure el 2004, el professor Alan Williams va jutjar Le Corbeau com "el primer clàssic del cinema negre francès", encara que es va fer abans que s'encunyés el terme cinema negre. Va trobar humor discret al guió i també va argumentar que plantejava "un debat pròpiament filosòfic sobre els efectes de l'ocupació alemanya", comparant l'atmosfera creada per les cartes del corb amb la de l'ocupació.
Un llegat notable de la pel·lícula va ser fer de "corb" un terme per a un informant maliciós. El 1984, un escriptor de cartes i trucador anònim es va burlar d'una família jove a Lépanges-sur-Vologne.El fill de quatre anys de la família, Gregory, va ser segrestat i trobat ofegat al riu. Els mitjans van titllar l'assassí (o assassins) anònims de "Le Corbeau". Ningú ha estat detingut pel delicte. El 2006, la pel·lícula va gaudir d'un ressorgiment de popularitat a París després de l'afer Clearstream, en què cartes anònimes acusaven els polítics francesos d'haver amagat comptes bancaris.